# FK Turbina Jablanica
FK Turbina bosanskohercegovački je nogometni klub iz Jablanice.
Turbina se trenutačno natječe u Drugoj ligi FBiH – Jug. Najpoznatiji igrači ponikli u FK Turbini svakako su: Vahid Halilhodžić, Hasan Salihamidžić, Senad Lulić i Mario Kovačević.
FK Turbina ima juniorsku i kadetsku momčad. 

## Pregled plasmana po sezonama
| Sezona    | Rang | Liga                  | Plasman | Izvori |
| --------- | ---- | --------------------- | ------- | ------ |
| 2016./17. | III. | Druga liga FBiH – Jug | 6.      | [ 2 ]  |
| 2017./18. | III. | Druga liga FBiH – Jug | 13.     | [ 3 ]  |
| 2018./19. | III. | Druga liga FBiH – Jug | 14.     | [ 4 ]  |
| 2019./20. | III. | Druga liga FBiH – Jug | 5.      | [ 5 ]  |
| 2020./21. | III. | Druga liga FBiH – Jug | 8.      | [ 6 ]  |
| 2021./22. | III. | Druga liga FBiH – Jug | 10.     | [ 7 ]  |
| 2022./23. | III. | Druga liga FBiH – Jug | 11.     | [ 8 ]  |
| 2023./24. | III. | Druga liga FBiH – Jug | 9.      | [ 9 ]  |
| 2024./25. | III. | Druga liga FBiH – Jug | –       |        |

## Nastupi u Kupu BiH
2009./10.
- šesnaestina finala: FK Slavija I. Sarajevo (I) – FK Turbina Jablanica 2:0

## Vanjske poveznice
- O FK Turbini na službenim stranicama općine Jablanice  Arhivirana inačica izvorne stranice od 18. siječnja 2009. (Wayback Machine)